# Samhällsplanering i Finland
Samhällsplanering i Finland i organiserad form inleddes genom 1600-talets stadsplanering. 
Till en början följde samhällsplaneringen de europeiska renässansidealen för att senare övergå i barock och mot slutet av 1700-talet i gustaviansk klassicism. Under den ryska tiden dominerade empirestadens ideal, och mot slutet av 1800-talet utvecklades samhällsplaneringen mot nyrenässans. Kring sekelskiftet 1900 uppstod ett socialt uppvaknande som reaktion mot industrialismens försämrade samhällsstruktur. Den nya tidens stadsplaner strävade efter närhet till naturen och mot medeltida stadsbyggnadsideal med klar kvartersbildning, pittoreska vyer samt böjda och naturligt utformade gator i terrängen. Samtidigt utvecklades även tätare villasamhällen och trädgårdsstadsdelar utanför städernas centra. I samband med funktionalismens genombrott började man frångå slutna stadskvarter och söka uppnå luftighet och öppenhet med byggnader fritt placerade i terrängen.
Arkitekten Otto-Iivari Meurman utnämndes 1940 till Finlands första professor i stadsplaneringslära vid Tekniska högskolan i Helsingfors. Han utgav boken Asemakaavaoppi (Stadsplaneringslära, 1947), som ännu anses oöverträffad. Meurman förespråkade en mjuk och mänsklig helhetssyn, där landets agrara bakgrund togs till heders i en balanserad stadsbild och där närheten och anpassningen till naturen gavs stor betydelse. Stor betydelse fick också Heikki von Hertzen, som utgav pamfletten Koti vaiko kasarmit lapsillemme (Hem eller kaserner för våra barn, 1946) och tog initiativet till förverkligandet av trädgårdsstadsdelen Hagalund i Esbo, som fortfarande är ett av Finlands främsta exempel på naturnära samhällsbyggande och sedermera av Museiverket klassats som nationallandskap.
Finlands återuppbyggande efter andra världskriget fortsatte aktivt under hela 1950-talet, och inom samhällsplaneringen gjordes stora satsningar på utbildning och vetenskaplig forskning. För att sammanföra finländsk expertis och professionella aktörer med olika utbildning och bakgrund inom samhällsplaneringen samt främja diskussion och debatt grundades 1958 Föreningen för samhällsplanering. Vid Tekniska högskolan i Otnäs inrättades 1968 Fortbildningscentralen för samhällsplanering; som dess förste chef verkade professor Erik Kråkström 1968–1970.
Den kraftigt tilltagande urbaniseringen på 1960-talet och utvecklingen av industriell elementteknik erbjöd möjlighet till massproduktion av bostäder, samtidigt som trafikplaneringen fick allt större betydelse. I tendentiösa och politiskt färgade artiklar banade arkitekterna väg för nya samhällsteorier, där individen skulle anpassa sig till omgivningen snarare än tvärtom, och där individuellt och estetiskt formade stadsplaner bannlystes. Från senare delen av 1960-talet till 1980-talet dominerades samhällsplaneringen närmast av trafik- och produktionstekniska faktorer, där till exempel lyftkranens bärvidd gav måttsättningen för de moderna bostadskvarteren, vars effektiva rutverk närmast av en slump påminner om tidigare århundradens förfinade rutstadsmönster.
Samhällsplaneringen utvecklades till en politisk process, där trafikplanering och ekonomiska faktorer blev dominerande. Samhället övertog dagvård, skolor och hälsovård, medan slagorden blev social samverkan och service. Planeringen började styras av politiker, ingenjörer och trafikplanerare. Bostadsproduktionen var omfattande; under rekordåret 1974 byggdes drygt 73 000 bostäder. Separationen av sociala och kommersiella funktioner ledde dock till att de nya stadsdelarna enbart fungerade som "sovstäder", medan större detaljhandelsenheter placerades utanför samhällena vid de större trafiklederna. Man kan säga, att 1960- och 1970-talets strävanden efter separata, socialt segregerade bostadsområden och överdimensionerade trafiklösningar ledde till motsatsen av det som avsetts: ensidigheten och bristen på möjligheter till sysselsättning i de nya områdena gav upphov till nya sociala problem, samtidigt som avståndet till arbetsplatserna hade ökad trafik, stockningar och långa arbetsresor som följd. 
Inte heller gamla områden undgick kraven på ny rationell effektivitet. Moderniserings- och rivningsivern ledde till ett massivt rivande av det gamla byggnadsbeståndet. Äldre trähusområden fick "totalsanerande stadsplaner", som till stor del förverkligades, trots att det rätt snabbt uppstod motreaktioner mot rivandet. 
Flera finländska samhällen har följaktligen numera moderna betonghus kaotiskt insprängda i den gamla trähusbebyggelsen. Ett starkt motstånd mot detta uppbådades i början av 1970-talet av bland annat arkitekterna Vilhelm Helander och Mikael Sundman, vars publikationer Vems är Helsingfors? (1970) och Sanering i finländska städer (1972) småningom resulterade i ett förbättrat byggnadsskydd. Idag har de flesta mindre städer och äldre områden bevarande stadsplaner, vilket har gjort det möjligt att bevara värdefulla trähusmiljöer i bland annat Lovisa, Borgå, Ekenäs och flera österbottniska kuststäder. Även Gamla Raumo, Port Arthur i Åbo och Pispala i Tammerfors är goda exempel på bevarande stadsplanering. Helsingfors stad har, med bland annat Sundman och hans kollega Pekka Pakkala som ledande stadsplanerare, de senaste decennierna stått som förebild för samhällsplaneringen i de större städerna. Likaså har planeringsmetodiken tagit modell av huvudstaden. I planeringen är målsättningen numera åstadkommandet av noggranna kvartersplaner och detaljerade kvalitetsdirektiv.
Under 2000-talet har miljöministeriet som ledstjärna haft byggandet av moderna småhusområden enligt principen för tätt och lågt byggande. Modern samhällsplanering utgör idag en ömtålig och ofta utdragen balansgång, där markägares och byggföretags ekonomiska intressen ställs mot samhällspolitiska syften och bemödanden att bevara natur- och miljövärden. Ett modernt fenomen är det så kallade "nimby"-fenomenet ("not in my back yard", det vill säga "inte på min bakgård"), där man motsätter sig nybyggande i närheten av den egna bostaden. Strävan efter ekologisk balans och hållbar utveckling har fått ökad betydelse genom bland annat lagen om miljökonsekvensbedömning av 1994. Markanvändnings- och bygglagen, som trädde i kraft 2000, har tillfört allmänheten ytterligare möjligheter att påverka samhällsplaneringen bland annat genom kravet på att program för deltagande och bedömning i planeringsprocessen skall uppgöras.